# Sandalus bourgeoisii
Sandalus bourgeoisii is een keversoort uit de familie Rhipiceridae. De wetenschappelijke naam van de soort is voor het eerst geldig gepubliceerd in 1900 door Théry.